# Bleach (sezonul 15)
Bleach Sezonul 15 – Armata Invadatoare a Celor 13 Brigăzi (2011)
Episoadele din sezonul cincisprezece al seriei anime Bleach se bazează pe seria manga Bleach de Tite Kubo. Sezonul cincisprezece din Bleach, serie de anime, este regizat de Noriyuki Abe și produs de Studioul Pierrot și TV Tokyo și a început să fie difuzat pe data de 12 aprilie 2011 la TV Tokyo și s-a încheiat la data de 4 octombrie 2011.
Episoadele din sezonul cincisprezece al seriei anime Bleach fac referire la Shinigamiul Ichigo Kurosaki și prietenii săi ce investighează o serie de evenimente ciudate în Soul Society unde numeroși shinigami au dispărut fără urmă, cu o conspirație aparent mare la locul de muncă. În timp ce astea au loc, Ichigo este forțat să se lupte cu estomparea puterilor sale din cauza luptei anterioare dintre el și Sosuke Aizen.

## Lista episoadelor
| Nr. Ep. Original | Nr. Ep. Serie | Nr. Ep. Sezon | Titlu                                                                           | Apariție           |
| ---------------- | ------------- | ------------- | ------------------------------------------------------------------------------- | ------------------ |
| 317              | 317           | 1             | Incident ciudat în Seireitei!? Capitolul armata invadatoare a celor 13 brigăzi! | 12 aprilie 2011    |
| 318              | 318           | 2             | Renji vs. Rukia!? Luptă între camarazi!                                         | 19 aprilie 2011    |
| 319              | 319           | 3             | Plasa de capturare a lui Ichigo! Scăparea din Soul Society!                     | 16 aprilie 2011    |
| 320              | 320           | 4             | 13 brigăzi, adunarea în lumea celor vii!                                        | 3 mai 2011         |
| 321              | 321           | 5             | Întâlnirea cu propria persoană, Ikkaku vs. Ikkaku!                              | 10 mai 2011        |
| 322              | 322           | 6             | Înfruntare! Rukia vs. Rukia!                                                    | 17 mai 2011        |
| 323              | 323           | 7             | Protecția lui Ichigo! Determinarea lui Nozomi                                   | 24 mai 2011        |
| 324              | 324           | 8             | Recapturați Seireitei! Mișcarea căpitanilor!                                    | 31 mai 2011        |
| 325              | 325           | 9             | De dragul celor care cred! Byakuya vs. Hitsugaya!                               | 7 iunie 2011       |
| 326              | 326           | 10            | Cele două Hinamori, hotărârea lui Hitsugaya                                     | 14 iunie 2011      |
| 327              | 327           | 11            | Mândria familiei Kuchiki! Byakuya vs. Byakuya!                                  | 21 iunie 2011      |
| 328              | 328           | 12            | Învingeți-l pe Kageroza! Shinigami, război total!                               | 28 iunie 2011      |
| 329              | 329           | 13            | Cercetarea interzisă...secretul lui Nozomi!                                     | 5 iulie 2011       |
| 330              | 330           | 14            | Vreau să trăiesc...! Zanpakutoul lui Nozomi                                     | 12 iulie 2011      |
| 331              | 331           | 15            | De dragul luptei! Nozomi cea trezită!                                           | 19 iulie 2011      |
| 332              | 332           | 16            | Cei mai malefici reigai, apar în lumea celor vii!                               | 26 iulie 2011      |
| 333              | 333           | 17            | Distruge-o pe Nozomi!? Decizia lui Genryusai!                                   | 2 august 2011      |
| 334              | 334           | 18            | Energie spirituală pe terminate! Ichigo, zvârcolirea sufletului pe moarte!      | 9 august 2011      |
| 335              | 335           | 19            | Ascunzându-se în lumea abisului? E Ichigo singur!?                              | 16 august 2011     |
| 336              | 336           | 20            | Urmăriți-l pe Kageroza! Departamentul de Cercetare și Dezvoltare, infiltrare!   | 23 august 2011     |
| 337              | 337           | 21            | Creatorul sufletelor modificate                                                 | 30 august 2011     |
| 338              | 338           | 22            | Gândurile lui Kon, gândurile lui Nozomi                                         | 6 septembrie 2011  |
| 339              | 339           | 23            | Protejați-l pe Ichigo! Legătura prietenilor!                                    | 13 septembrie 2011 |
| 340              | 340           | 24            | Reigai vs. original, lupta feroce pentru mândria pusă în joc!                   | 20 septembrie 2011 |
| 341              | 341           | 25            | Capitolul armata invadatoare, concluzia finală!                                 | 27 septembrie 2011 |
| 342              | 342           | 26            | Îți mulțumesc                                                                   | 4 octombrie 2011   |